# Andrij Biłecki (polityk)
Andrij Jewhenijowycz Biłecki (ukr. Андрій Євгенійович Білецький; ur. 5 sierpnia 1979 w Charkowie) – ukraiński skrajnie prawicowy polityk, wojskowy. Lider partii Korpus Narodowy, oraz były dowódca pułku „Azow”. Przez jego członków nazywany niegdyś „Białym wodzem”.
W wyborach parlamentarnych w październiku 2014 roku jako kandydat niezależny uzyskał mandat deputowanego VIII kadencji Rady Najwyższej.
W lutym 2016 jako współautor wystosował otwarty list do radnych Lwowa, w którym wskazywał na potrzebę lepszej współpracy w ochronie wspólnego dziedzictwa i zwiększenia wzajemnego zaufania ze środowiskami polskimi.
BBC w 2014 r. i The Moscow Times w 2015 r. opisały Bileckiego jako zwolennika białej supremacji. W 2014 roku socjolog Volodymyr Ishchenko oskarżył go o bycie „faktycznym neonazistą” z powodu jego zaangażowania w Patriot Ukrajiny i pułku „Azow”.
W 2018 r. The Guardian poinformował, że Biłecki „w ostatnich latach stonował swoją retorykę”. Ten sam artykuł przywołuje wypowiedzi Biłeckiego z 2010 roku, w którym kreśli przyszłą rolę Ukrainy pod przywództwem Biłeckiego:
"Misją Ukrainy jest poprowadzenie białych ras świata w ostatecznej krucjacie przeciwko dowodzonym przez Semitów Untermenschen [podludziom]".
Jednak w 2022 r. „The Independent” nadal opisywał go jako zwolennika białej supremacji, podczas gdy The Daily Telegraph donosił, że był znany jako „Biały Przywódca”.